# Més País
Més País (en castellà: Más País) és una plataforma política i electoral formada per Íñigo Errejón a partir de Més Madrid amb l'objectiu de concórrer a les eleccions generals espanyoles del 10 de novembre de 2019. La plataforma va ser anunciada el 22 de setembre de 2019 i va ser presentada formalment el 25 de setembre.
Más País aspirava a repetir el moviment amb què uns mesos enrere havia pres l'hegemonia de l'esquerra a Unidas Podemos a Madrid i pretenia captar votant desencantat d'Unidas Podemos, de l'abstenció i també del PSOE. El partit va tancar aliances amb com Compromís, Equo i la Chunta Aragonesista. però les ambicioses expectatives van quedar frustrades aconseguint només dos escons (un per a Errejón, i Inés Sabanés de Verdes Equo) i un altre per a Compromís.
Errejón va començar un procés de construcció d'un partit estatal, que es va solapar amb el desplegament polític del Moviment Sumar des que Yolanda Díaz va heretar de Pablo Iglesias el lideratge de l'espai polític i va començar el seu camí polític, participant en la coalició Sumar que es va formar per a les eleccions generals espanyoles de 2023, i finalment s'integra en el Moviment Sumar en 2024.